# Contea di Forbes
La contea di Forbes è una Local Government Area che si trova nel Nuovo Galles del Sud. Essa si estende su una superficie di 4 720 chilometri quadrati e ha una popolazione di 9 748 abitanti. La sede del consiglio si trova a Forbes.